# Horný Lieskov
Horný Lieskov (Hongaars: Felsőmogyoród) is een Slowaakse gemeente in de regio Trenčín, en maakt deel uit van het district Považská Bystrica.
Horný Lieskov telt 378 inwoners.